# Sálvora

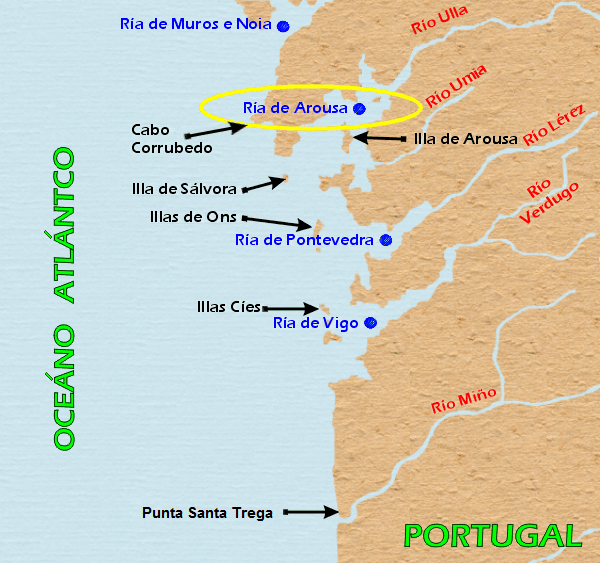
Localització de l'illa de Sálvora.

Sálvora és una illa gallega situada a la boca de la ria d'Arousa. Pertany en l'actualitat a la parròquia d'Aguiño, al municipi de Ribeira (la Corunya), creada l'any 1959. Forma, juntament amb els illots de Vionta, Herbosa i Noro i les illes Sagres, l'arxipèlag de Sálvora, integrat juntament amb els de Cíes, Ons i Cortegada al Parc Nacional de les Illes Atlàntiques l'any 2002.
Durant molts anys va estar poblada i va tenir activitat agrícola, ramadera i pesquera, però es troba pràcticament deserta des de 1972. A l'illa, de titularitat privada, es troben, a més del poble, vuit hórreos, un safareig i la font d'A Telleira o de Santa Catalina, un magatzem de finals del segle xviii ampliat el 1963 amb dues torres, una antiga taverna convertida en capella, un far, un moll, una creu, dos molins i una estàtua d'una sirena. A la zona que dona a l'interior de la ria hi ha platges freqüentades per practicants de submarinisme.